# Pseudoartrosi
La pseudoartrosi è una condizione provocata da una frattura che non si salda.
In una frattura che non guarisce i due monconi non tendono a consolidarsi formando il callo osseo ma creando una formazione di callo fibroso.

## Etimologia
Il prefisso greco "pseudo-" significa "falso" ed "arthro" equivale ad "articolazione"; in medicina il suffisso "-osi" indica un processo degenerativo.
Pseudoartrosi, pertanto, significa "degenerazione della falsa articolazione". Nel caso della "non-union", cioè di una frattura che non guarisce, questo è spesso evidenziato dalla distruzione della cavità midollare di un osso a livello del sito di non-union. Il risultato non è una vera articolazione, in quanto non presenta supporti ligamentosi, ma presenta tuttavia mobilità e si modella con una forma arrotondata assomigliando ad una vera e propria articolazione.

## Cause
1. Cause relative al paziente:
  1. Età: sono più frequenti negli anziani
  2. Stato di nutrizione: scarso
  3. Abitudini: consumo di nicotina ed alcool
  4. Disturbi metabolici: iperparatiroidismo
2. Cause relative alla frattura:
  1. Distrazione al focolaio di frattura
  2. Interposizione di tessuti molli
  3. Perdita di matrice ossea al focolaio di frattura
  4. Infezioni
  5. Ridotta perfusione tissutale
  6. Danno ai muscoli circostanti
3. Cause relative al trattamento:
  1. Riduzione impropria
  2. Immobilizzazione insufficiente
  3. Dispositivi di fissazione applicati impropriamente

## Tipologia
Si distinguono due tipi di pseudoartrosi: 
- pseudoartrosi ipertrofica, in cui i due monconi ossei, in corrispondenza della linea di frattura, sono allargati a zampa di elefante e si mantengono vicini (anche se non sono saldati);
- pseudoartrosi atrofica, in cui gli apici dei due monconi sono assottigliati e può mancare anche il contatto tra i monconi.

## Sintomi e cure
La pseudoartrosi è caratterizzata da dolore persistente.

La possibilità di guarigione è l'intervento chirurgico: si rimuove il tessuto osseo sclerotico degli apici dei monconi, si fissano i due monconi con placche di acciaio, chiodi o fissatori esterni, circolari (come l'apparato di Ilizarov), monolaterali o ibridi.
I frammenti di osso necessari possono venire prelevati dallo stesso soggetto (innesto autologo) in altre sedi (perone o cresta iliaca). Questi vengono poi innestati intorno alla linea di frattura per facilitare la formazione del nuovo callo osseo.
Le pseudoartrosi possono essere portate a guarigione con buone percentuali di successo utilizzando apparecchiature per la stimolazione dell'osteogenesi che applicano stimoli fisici per riattivare la naturale guarigione biologica della fratture. Queste apparecchiature sfruttano gli ultrasuoni o i campi elettromagnetici eccitati ad impulsi a bassa intensità.
Nelle pseudoartrosi ipertrofiche buoni risultati di guarigione, simili a quelli raggiungibili con l'intervento chirurgico, si sono recentemente ottenuti con l'applicazione della terapia con onde d'urto extracorporee (ESWT) che consiste in un trattamento incruento di poche sedute (solitamente quattro) che migliora la vascolarizzazione locale e l'apporto di fattori di guarigione dal sangue.